# 東武マーケティング
東武マーケティング株式会社（とうぶマーケティング、英: TOBU Marketing Inc.）は、クレジットカード事業を営む日本の企業。東武鉄道の連結子会社。

## 概要
2001年6月に東武百貨店からクレジットカード部門が独立し「株式会社東武カードビジネス（とうぶカードビジネス、英: TOBU CARD BUSINESS CO.,LTD.）」として発足。
東武鉄道グループのオフィシャルカード会社として、東武百貨店、東京スカイツリータウン、東武鉄道、東武ストア、東武トップツアーズ、東武ホテルなど東武グループ各社でポイント「TOBU POINT」がたまるクレジットカードである「東武カード」を発行しており、Visa・マスター・JCBの他にハウスカードも扱っている。
2011年には、クレジット機能とPASMO機能が一体となった「東京スカイツリー 東武カードPASMO」（Visa・マスター・JCB）の発行を開始している。
2025年4月1日付で社名を「東武マーケティング株式会社」に変更。
2025年5月29日より、東武グループの各種サービスでのポイント還元率を高めた新しい形での東武カードの発行を開始する予定である。これに伴い、現行の東武カードの新規申込受付は2025年2月18日までに終了しており、2026年6月末日をもってすべてのサービスを終了することが決まった。

## 主な発行カード
- 東武カード（スタンダード）<※2025年5月29日より新規入会申込受付開始予定>
- 東武カードゴールド<※同上>
- 東武カードVIP - 完全招待制
  - 上記3種類のカードの国際ブランドはいずれもJCBのみ。
- （旧）東武カード（Visa / マスター / JCB / ハウス）<※2024年12月25日限りで即時発行、2025年2月18日限りで新規申込受付をそれぞれ終了>
- 東京スカイツリー®東武カード PASMO（Visa / マスター / JCB） - PASMO機能付き<※2024年4月30日限りで新規申込受付終了>